# دریاچه آئولیکول
دریاچه آئولیکول (به قزاقی: Auliekol) یک دریاچه در قزاقستان است که در بلندی‌های قزاق واقع شده‌است.